# 194 mm/40 Model 1893-96
194 mm/40 Model 1893 — 194-миллиметровое корабельное артиллерийское орудие, разработанное и производившееся в Франции. Состояло на вооружении ВМС Франции. Ими были вооружены броненосный крейсер «Жанна д’Арк», а также броненосные крейсера типов «Монкальм», «Глуар» и «Леон Гамбетта».
| Сравнительные характеристики морских орудий | Сравнительные характеристики морских орудий | Сравнительные характеристики морских орудий |
| орудие                                      | 194 mm/40 Model 1893-96 · Франция           | 7,5" Mks 1 · Великобритания                 |
| ------------------------------------------- | ------------------------------------------- | ------------------------------------------- |
| калибр, мм                                  | 194                                         | 190                                         |
| длина ствола, калибров                      | 40                                          | 45                                          |
| масса орудия, кг                            | 12 682                                      | 12 810                                      |
| вес снаряда, кг                             | 75/90,3                                     | 90,8                                        |
| начальная скорость, м/с                     | 875/840                                     | 841                                         |